# Stadt- und Kreisbibliothek Bad Freienwalde
Die Stadt- und Kreisbibliothek „Hans Keilson“ befindet sich in Bad Freienwalde (Oder) im brandenburgischen Landkreis Märkisch-Oderland. Es handelt sich um eine Öffentliche Bibliothek.

## Geschichte
Die im Jahr 1904 als Volksbücherei unter Schirmherrschaft der Stadt gegründete Bibliothek war von 1927 bis 1940 eine nebenamtlich geführte Bücherei. Nach ihrer Wiedereröffnung nach dem Ende des Zweiten Weltkriegs entstand im Jahr 1946 aus der Zusammenlegung mit der Kreisstelle für öffentliche Bibliotheken die Stadt- und Kreisbibliothek. Eine Kinderbibliothek erweiterte 1958/59 das Angebot, das 1964 um eine Freihandausleihe bereichert wurde. Im Anschluss an die Feierlichkeiten zum 100-jährigen Bestehen erhielt die Bibliothek am 27. Mai 2004 den Namen „Hans Keilson“, ihr satzungsgemäßer Name lautet „Stadt- und Kreisbibliothek ‚Hans Keilson‘ Bad Freienwalde (Oder)“. Sie ist nach Hans Keilson benannt, der als gebürtiger Freienwalder Jude Deutschland 1936 verlassen musste.

## Ausstattung und Angebot
Die Stadt- und Kreisbibliothek hat in ihrem Bestand ca. 23.000 Medien in Freihandaufstellung (Stand 2024). Etwa 1/4 davon sind der Kinder- und Jugendbibliothek zuzuordnen. Zum Bestand der Bibliothek zählen insbesondere regionalliterarische Werke und eine Dauerausstellung über Hans Keilson.
Zu den Aufgaben der Bibliothek gehört die fachliche Beratung der öffentlichen Bibliotheken des Landkreises Märkisch-Oderland, zudem ist sie leihverkehrsberechtigt. Seit 2015 ist sie Mitglied im Verbund „Online-Bibliothek Märkisch-Oderland“ und seit 2019 kann von den Bibliotheksnutzern die Video-on-Demand-Lösung filmfriend genutzt werden.